# 飯田章
飯田 章（いいだ あきら、1969年〈昭和44年〉12月18日 - ）は、日本のレーシングドライバーである。愛称は「アキラ」、「飯田アキラ」、「へなちょこ」、「チョコさん」。

## 経歴

### 学歴とレースデビュー
東京都昭島市に生まれ、数年後に神奈川県津久井郡津久井町（現・相模原市緑区）へ転居。津久井町立鳥屋小学校、津久井町立鳥屋中学校、神奈川県立城山高等学校普通科を経て、日本大学農獣医学部卒業。大学在学中であった19歳（1989年）の時に、モータージャーナリストの姉（飯田裕子）の代役として、富士フレッシュマンレースでレースデビュー。AE86型カローラレビンに乗り、初戦において3位入賞の結果を残した。

### 日産時代
1991年、日産ワークスドライバーの検定に合格し、同年よりN1耐久シリーズに「ニッサン・モータースポーツ・インターナショナル（NISMO）」に所属し参戦。
1993年、この年がグループA規定最終年となった全日本ツーリングカー選手権（JTC）に「NISMO」から参戦し、N1耐久シリーズのクラス2には土屋圭市・大井貴之と共に「コカコーラ プレリュード」で参戦。
1994年、ニューツーリングカー規定となった全日本ツーリングカー選手権（JTCC）に「ザナヴィ サニー」で参戦。また、同年より本格的に開催された全日本GT選手権（JGTC）に、山田英二とのコンビで「ジョンソン スカイライン」で参戦。さらには、全日本F3000選手権にも終盤2戦に参戦した。
1995年、「チーム・ノバ」から全日本F3000選手権にフル参戦し、また鈴木利男とのコンビで第2戦までは「JOMO R33」、第3戦以降は再び「ジョンソン スカイライン」で参戦。

### ホンダ時代 / 国際F3000選手権
日産ワークス時代であった1994年から1996年までの3年間、高橋国光、土屋圭市と組んで「チーム国光／HONDA NSX GT2」でル・マン24時間レースへ参戦。1995年の大会ではGT2クラス優勝の成績を残した。これをきっかけとして飯田はホンダと関わることとなった。
1996年、国際F3000選手権にフル参戦し、ヨーロッパでの活動が中心となった。この年、ホンダは「リサーチカー」として知られるRC-F1プロジェクトをベースに独自チームでのF1参戦構想があり、そのドライバーとして飯田が起用され欧州に派遣された。しかしこのF1参戦計画は表面化することなく消滅し、飯田も1年で帰国となった。国際F3000での最高成績は第2戦ポーでの8位。
1997年、日本に拠点を戻し、この年から土屋圭市と入れ替わる形でJGTCでもチーム国光へ加入。高橋国光と「RAYBRIG NSX」で参戦した。この年のNSXは前年に走らせていたLM-GT2車両を改造したものでは無く、ホンダがJGTCに本格参戦するに当たって新たに開発したワークスマシンであり、第6戦菅生ラウンドでポールポジションを獲得した。1998年第6戦MINEラウンドで初優勝を飾っている。JTCCにも復帰し、「HKS」からオペル・ベクトラで参戦。1997年から1999年にはフォーミュラ・ニッポン にフル参戦した。
1999年、現役引退した高橋国光の最後のチームメイトとして、第2戦富士スピードウェイでコンビ最後の勝利を挙げた。
2000年はアメリカ帰りの服部尚貴と、2001年は新進気鋭の伊藤大輔とそれぞれコンビを組んだが、未勝利に終わった。

### トヨタ・レクサス時代～現在
2002年、トヨタのワークスチームである「 チーム・ルマン」に移籍し、脇阪寿一とコンビを組み、「エッソウルトラフロースープラ」で参戦、移籍初年度にドライバーズチャンピオンに輝いた。その後も毎年優勝争いに加わり、名実ともに全日本GT選手権/SUPER GTのトップコンテンダーの一人となった。
2005年、鈴鹿1000kmレースでは「焼きたて!!ジャぱんADVANポルシェ」で参戦、クラス優勝（総合8位）を果たしている。
2006年、脇阪寿一のトヨタ内の「トムス」への移籍に伴い、飯田は「 チーム・ルマン」のエースドライバーになり、片岡龍也とコンビを組む。開幕2戦は不調だったが、第3戦富士スピードウェイではレース終盤で昨年のチームメイトの脇阪寿一に競り勝ち、2位表彰台に立つ。しかし結局この年の成績は振るわず、シリーズ12位に終わった。
2007年、GT300クラスで坂東正明が率いる「RACING PROJECT BANDOH」へ移籍、型落ちとなっていたセリカで参戦。なお、特認が認められた第5戦菅生ラウンドにおいて優勝を果たし、セリカ最後の優勝を飾った。この年限りでドライバーとしての一線を退き、翌2008年はSUPER GTのGT500クラスに参戦している「TOYOTA TEAM SARD」の監督に就任し指揮を執ることとなった。しかし「 チーム・ルマン」のドライバー伊藤大輔の負傷により、同チームにて第5戦〜第8戦で2年ぶりにGT500クラスに復帰した。だが復帰は一時的なものであったため、この年の最終戦で伊藤の復帰に伴い、GTドライバーからは再び退く運びとなった。
2008年-2010年、トヨタがレクサスブランドで開発したスポーツカーであるレクサス・LFAの開発ドライバーの一人でもあり、2008年以降LFAでニュルブルクリンク24時間レースにも参戦、2010年にはクラス優勝を飾った。飯田のテストドライバーとしての腕は成瀬弘も高く評価し、成瀬の教えていた訓練生たちに「レーシングドライバーにはな、こういう奴もいるんだぞ」と言った（当時のトヨタ内部では、レーシングドライバーには量産車のことは分からないという偏見があった）。
2011年、全日本プロドリフト選手権（D1グランプリ）の審査員に就任する。8月31日にニュルブルクリンク北コーステストで実施された『LFA ニュルブルクリンク パッケージ』の確認走行で、7分14秒64のラップタイムを記録。日産GT-Rの7分24秒22、シボレー・コルベットの7分19秒63、ポルシェ911 GT2RSの7分18秒らを抑え、量産メーカーの市販車としては世界最速となるタイムを記録した。
2012年、SUPER GTのGT500クラスに参戦する「KeePer Kraft SC430」のチーム監督を務める傍ら、マカオグランプリのGTカップにマクラーレン・MP4-12Cで参戦し4位入賞を果たしている。
2014年、GT300クラスの新規チームである「LM corsa」のドライバーとして6年ぶりにGTへと復帰。BMW・Z4で参戦し、1勝を挙げた。
2015年-2017年、レクサス・RC F GT3で参戦、引き続き「LM corsa」からエントリー。2018年には宮田莉朋にシートを譲る形で同チームの監督となった。
2019年の1月、国際自動車連盟（FIA）が新たに「ドリフト委員会（Drifting Committee）」を設立したことに伴い、その初代委員長に就任。同委員会では2020年3月に、ドリフト走行用車両の統一規格として「DC1」車両規定を採択している。

## レース戦績
- 1989年 - 富士フレッシュマンレース・ファミリアクラス（#10 カフェトレド246ファミリア）
- 1990年 - 富士フレッシュマンレース・AE86クラス（#2 トレド246COMTEXレビン）
- 1991年
  - N1耐久シリーズ・クラス1<スポット参戦>（#9 LINEA SPORT TOMEI スカイラインGT-R/BNR32）
  - 富士フレッシュマンレース・シルビアクラス（#84 TM SPORTS シルビア）
  - 富士フレッシュマンレース・AE86クラス<Rd.1のみ>（#2 トレド246COMTEXレビン）（決勝2位）
  - SCCN筑波モータースポーツフェスティバル・ザウルスレース（#84 アートビューティーザウルス）（決勝DNF）
  - SCCN筑波モータースポーツフェスティバル・シルビアレース（#84 TM SPORTS シルビア）（決勝6位）
- 1992年
  - フォーミュラ・トヨタシリーズ（#18 ART BEAUTY・FT）
  - N1耐久シリーズ・クラス1（#3 Castrol RB GT-R/スカイラインGT-R BNR32）（シリーズ3位・2勝）
  - 92'チェッカーグレート30レース（#6 ユーノスロードスター）（決勝8位）
- 1993年
  - 全日本ツーリングカー選手権・DIVISSION1（日鉱共石SKYLINE GP-1プラス/スカイラインGT-R BNR32）（シリーズ4位・1勝）
  - N1耐久シリーズ・クラス2（#7 コカコーラ プレリュード）（シリーズ3位・1勝）
  - '93 IMSA GT チャレンジ・シルビアレース（#83 シルビア）（優勝）
- 1994年
  - 全日本F3000選手権<Rd.9&10スポット参戦>（NOVA with AFP[11] #55 JACCS LOLA T94/ローラT94-50・MF308）
  - 全日本GT選手権・GT1クラス（Johnson NISMO #10 ジョンソンスカイライン/スカイラインGT-R BNR32）（シリーズ13位）
  - 全日本ツーリングカー選手権<rd 11="11" 18="18">（NISMO #31 ザナヴィ・サニー/B14）（シリーズ15位）
  - ル・マン24時間レース・GT2クラス（総合18位）
  - JAFトロフィー インターナショナル ポッカ1000km耐久レース・GT2クラス（Team KUNIMITSU #100 ADVAN NSX）（総合2位・クラス優勝）
- 1995年
  - 全日本F3000選手権<Rd.3欠場>（SHIONOGI TEAM NOVA #10 SHIONOGI LOLA/ローラT95-50 MF308）
  - 全日本GT選手権・クラス1（#55 JOMO R33/スカイラインGT-R BNR33）（シリーズ9位）
  - 全日本ツーリングカー選手権（#31 ザナヴィ・サニー/B14）（1勝・シリーズ6位）
  - N1耐久シリーズ<スポット参戦Rd.1> #10 ロックタイトGT-R/スカイラインGT-R BNCR33）
  - ル・マン24時間レース・GT2クラス（総合8位・クラス優勝）
  - NICOS CUP 第2回十勝24時間レース（Team KUNIMITSU #100 HONDA NSX）（総合優勝）
  - POKKAインターナショナル1000km耐久レース（Team KUNIMITSU #100 HONDA NSX）（総合5位・クラス優勝）
- 1996年
  - 国際F3000選手権
  - ル・マン24時間レース・GT2クラス（Team KUNIMITSU #100 RAYBRIG NSX）（クラス3位）
- 1997年
  - 全日本選手権フォーミュラ・ニッポン（NOVAエンジニアリング #10 SHIONOGI NOVA/ローラT97-51 MF308（シリーズ10位）
  - 全日本GT選手権・GT500クラス<Rd.1欠場>（Team国光with MOONCRAFT #100 RAYBRIG NSX）（シリーズ9位）
  - 全日本ツーリングカー選手権（#87 HKSオペルベクトラ）（シリーズ8位）
- 1998年
  - 全日本選手権フォーミュラ・ニッポン<Rd.3&5～10>（CERUMO #12 COSMO OIL CERUMO/ローラT96-52 MF308）（シリーズ13位）
  - 全日本GT選手権・GT500クラス（Team国光with MOONCRAFT #100 RAYBRIG NSX）（シリーズ10位・1勝）
  - '98 FIA Grand Touring Championship Round6 SUZUKA 1000km（Team国光with MOONCRAFT #100 RAYBRIG NSX）（決勝DNF）
  - 第5回十勝24時間レース（#4 TK INTEGRA TYPE-R/DC5）（決勝DNF）
- 1999年
  - 全日本選手権フォーミュラ・ニッポン（CERUMO #12 COSMO OIL CERUMO/レイナード99L MF308）
  - 全日本GT選手権・GT500クラス（Team国光with MOONCRAFT #100 RAYBRIG NSX）（シリーズ11位・1勝）
  - スーパー耐久シリーズ・GroupN Plusクラス<スポット参戦・TI>（#25 ADVAN ALTEZZA/SXE10）（総合10位）
  - Pokka1000km・GT500クラス（Team国光with MOONCRAFT #100 RAYBRIG NSX）（総合4位）
  - ル・マン富士1000km（HITOTSUYAMA RACING #21 マクラーレンF1GTR）（決勝DNF）
  - 第6回十勝24時間レース（#25 ADVAN ALTEZZA）（総合11位）
- 2000年
  - 全日本GT選手権・GT500クラス（Team国光with MOONCRAFT #100 RAYBRIG NSX）（シリーズ15位）
  - スーパー耐久シリーズ・GroupN Plusクラス<Rd.1欠場>（#25 RS・R アルテッツア/SXE10）（シリーズ2位）
  - ル・マン24時間レース・LMP900（TV Asahi Team Dragon #22 パノス・フォードLMP-1スパイダー） （総合8位）
- 2001年
  - 全日本GT選手権・GT500クラス （Team国光with MOONCRAFT #100 RAYBRIG NSX）（シリーズ10位）
  - スーパー耐久シリーズ・ClassN+（TEAM DD #25 ADVAN アルテッツア/SXE10）（シリーズチャンピオン）
  - OLD/NOW CAR FESTIVAL（#5 ロータスエクシージ）（決勝DNF）
- 2002年
  - 全日本GT選手権・GT500クラス（ESSO TOYOTA team LeMans #6 エッソウルトラフロースープラ）（シリーズチャンピオン・1勝）
  - 第31回インターナショナルPokka1000km2002・GT500クラス（#2 TOYOTA SUPRA）（総合優勝）
  - スーパー耐久シリーズ・Class4<スポット参戦Rd.4>（株式会社ファースト #91 BUDDYCLUB-CIVIC/EB3）（総合30位）
- 2003年
  - 全日本GT選手権・GT500クラス（ESSO TOYOTA team LeMans #1 エッソウルトラフロースープラ）（シリーズ2位・2勝）
  - スーパー耐久シリーズ・Class1（team M's DENAG #109 ランドリーOGBアドバンGT3/ポルシェ911GT3）（シリーズ5位）
- 2004年
  - 全日本GT選手権・GT500クラス（ESSO TOYOTA team LeMans #6 エッソウルトラフロースープラ）（シリーズ3位）
  - 第33回インターナショナルPokka1000km2004・GT500クラス（TOYOTA TEAM SARD #39 IDC大塚家具サードスープラ）（決勝DNF）
- 2005年
  - SUPER GT・GT500クラス（ESSO TOYOTA team LeMans #6 エッソウルトラフロースープラ）（シリーズ6位）
  - 第34回インターナショナルPokka1000km2005・POKKAクラス（#84 焼きたてジャぱん ADVAN PORSCHE）（総合8位・クラス優勝）
  - Le Mans Classic Japan（#8 Bentley Speed 8/1924年式）（決勝4〜5位）
- 2006年
  - SUPER GT・GT500クラス（Mobil1 TOYOTA Team LeMans #6 Mobil1 SC/TOYOTA SC430 3UZ-FE）（シリーズ12位）
  - JAPAN LE MANS CHALLENGE SUGOスポーツカー耐久レース（#8 Bentley 3 Litre Speed）（決勝2位）
  - 2006 Classic Endurance Racing Japan Round2（#6 チームタイサン ラゴンダV12）（決勝4位）
  - スーパー耐久シリーズ第4戦スーパーTEC・ポルシェワンメイク（#1 Porsche Japan/ポルシェ997GT3）（決勝DNF）
  - MAZDA FESTA 2006（#26 CSロードスター/NCEC）（決勝18位）
- 2007年
  - SUPER GT・GT300クラス（RACING PROJECT BANDOH #19 ウェッズスポーツセリカ）（シリーズ10位・1勝）
  - 全日本スポーツカー耐久選手権・GT1クラス（#21 ダンロップ フェラーリ550GTS/Ferrari 550 GTS MARANELLO）
  - 十勝24時間レース・GTクラス（DENSO SARD SUPRA HV-R）（総合優勝）
- 2008年
  - SUPER GT・GT500クラス<Rd.5〜8>（ENEOS TOYOTA TEAM LeMans #6 ENEOS SC430）（シリーズ17位）
  - ニュルブルクリンク24時間レース（Team LF-A #14 レクサス・LF-A）（総合121位）
- 2009年 - ニュルブルクリンク24時間レース（GAZOO Racing #14 レクサス・LF-A）（総合87位）
- 2010年 - ニュルブルクリンク24時間レース（GAZOO Racing #50 レクサス・LFA）（総合18位、SP8クラス優勝）
- 2012年
  - ニュルブルクリンク24時間レース（GAZOO Racing #83 レクサス・LFA）（総合15位、SP8クラス優勝）
  - マカオグランプリGTカップ（Buddyclub McLaren MP4-12C）（総合4位）
- 2013年
  - ニュルブルクリンク24時間レース（GAZOO Racing #135 トヨタ・86）（予選リタイア）
  - アジアン・ル・マン LMGTEクラス（Team TAISAN 剣 ENDLESS #70 フェラーリ・458イタリア GT2）（シリーズチャンピオン）
- 2014年
  - ニュルブルクリンク24時間レース（GAZOO Racing #53 レクサス・LFA Code X）（総合12位、SP-PROクラス優勝）
  - ニュルブルクリンク耐久レースシリーズ VLN3・SP PROクラス（GAZOO Racing #53 レクサス・LFA Code X／1LR-GUE）（総合67位・クラス3位）
  - SUPER GT・GT300クラス（Rd.1-7）（LM corsa #60 TWS LM corsa BMW Z4／BMW Z4 GT3）（シリーズ7位・1勝）
- 2015年 - SUPER GT・GT300クラス（LM corsa #60 SYNTIUM LMcorsa RC F GT3／LEXUS RC F GT3 USC10 2UR-GSE）

### 全日本ツーリングカー選手権（JTC）
| 年     | チーム | 使用車両               | クラス | 1     | 2     | 3     | 4     | 5     | 6     | 7     | 8     | 9     | 順位 | ポイント |
| ------ | ------ | ---------------------- | ------ | ----- | ----- | ----- | ----- | ----- | ----- | ----- | ----- | ----- | ---- | -------- |
| 1993年 | NISMO  | 日産・スカイラインGT-R | JTC-1  | MIN 5 | AUT 5 | SUG 3 | SUZ 5 | TAI 2 | TSU 1 | TOK 2 | SEN 5 | FSW 3 | 4位  | 106      |

### 全日本ツーリングカー選手権（JTCC）
| 年     | チーム | 使用車両         | 1      | 2      | 3        | 4        | 5       | 6      | 7      | 8        | 9        | 10       | 11      | 12      | 13      | 14       | 15       | 16       | 17      | 18      | 順位 | ポイント |
| ------ | ------ | ---------------- | ------ | ------ | -------- | -------- | ------- | ------ | ------ | -------- | -------- | -------- | ------- | ------- | ------- | -------- | -------- | -------- | ------- | ------- | ---- | -------- |
| 1994年 | NISMO  | 日産・サニー     | OAR1   | OAR2   | SUG1     | SUG2     | TOK1    | TOK2   | SUZ1   | SUZ2     | MIN1     | MIN2     | TAI1 14 | TAI2 13 | TSU1 4  | TSU2 2   | SEN1 8   | SEN2 Ret | FSW1 12 | FSW2 10 | 15位 | 23       |
| 1995年 | NISMO  | 日産・サニー     | FSW1   | FSW2   | SUG1 Ret | SUG2 DNS | TOK1 10 | TOK2 7 | SUZ1 6 | SUZ2 Ret | MIN1 1   | MIN2 7   | TAI1 6  | TAI2 4  | SEN1 2  | SEN2 3   | FSW1 Ret | FSW2 6   |         |         | 6位  | 67       |
| 1997年 | HKS    | オペル・ベクトラ | FSW1 C | FSW2 C | TAI1 10  | TAI2 Ret | SUG1 4  | SUG2 5 | SUZ1 6 | SUZ2 Ret | MIN1 Ret | MIN2 DNS | SEN1 3  | SEN2 1  | TOK1 12 | TOK2 DNS | FSW1 13  | FSW2 Ret |         |         | 8位  | 43       |

### N1耐久シリーズ／スーパー耐久
| 年     | チーム                 | コ・ドライバー    | 使用車両               | クラス | 1     | 2     | 3      | 4     | 5     | 6     | 7     | 8     | 順位 | ポイント |
| ------ | ---------------------- | ----------------- | ---------------------- | ------ | ----- | ----- | ------ | ----- | ----- | ----- | ----- | ----- | ---- | -------- |
| 1992年 | Castrol Pure Racing RB | 福山英朗          | 日産・スカイラインGT-R | 1      | SUZ 4 | SEN 2 | FSW NC | TAI 7 | TSU 1 | MIN 1 | SUG 3 |       | 3位  | 31       |
| 1993年 | チーム国光             | 土屋圭市 大井貴之 | ホンダ・プレリュード   | 2      | TAI   | SEN 5 | SUZ    | FSW 4 | TOK 1 | TSU 2 | MIN 4 | SUG 2 | 3位  |          |

### 全日本GT選手権/SUPER GT
| 年     | チーム                     | 使用車両               | クラス | 1       | 2       | 3       | 4       | 5      | 6       | 7       | 8       | 9      | 順位 | ポイント |
| ------ | -------------------------- | ---------------------- | ------ | ------- | ------- | ------- | ------- | ------ | ------- | ------- | ------- | ------ | ---- | -------- |
| 1994年 | Johnson NISMO              | 日産・スカイラインGT-R | GT1    | FSW Ret | SEN 5   | FSW 8   | SUG 6   | MIN 9  |         |         |         |        | 13位 | 19       |
| 1995年 | NISMO                      | 日産・スカイラインGT-R | GT1    | SUZ 2   | FSW 4   | SEN 6   | FSW 3   | SUG 9  | MIN Ret |         |         |        | 9位  | 30       |
| 1997年 | チーム国光 with MOON CRAFT | ホンダ・NSX            | GT500  | SUZ     | FSW Ret | SEN 16  | FSW 11  | MIN 2  | SUG 2   |         |         |        | 9位  | 30       |
| 1998年 | チーム国光 with MOON CRAFT | ホンダ・NSX            | GT500  | SUZ 10  | FSW C   | SEN 12  | FSW Ret | TRM 7  | MIN 1   | SUG Ret |         |        | 10位 | 25       |
| 1999年 | チーム国光 with MOON CRAFT | ホンダ・NSX            | GT500  | SUZ Ret | FSW 1   | SUG 13  | MIN 15  | FSW 7  | TAI 5   | TRM 9   |         |        | 11位 | 34       |
| 2000年 | チーム国光 with MOON CRAFT | ホンダ・NSX            | GT500  | TRM Ret | FSW 14  | SUG 10  | FSW 7   | TAI 5  | MIN Ret | SUZ DSQ |         |        | 15位 | 13       |
| 2001年 | チーム国光 with MOON CRAFT | ホンダ・NSX            | GT500  | TAI 6   | FSW 5   | SUG Ret | FSW 9   | TRM 4  | SUZ 13  | MIN 8   |         |        | 10位 | 29       |
| 2002年 | ESSO TOYOTA Team LeMans    | トヨタ・スープラ       | GT500  | TAI 10  | FSW 2   | SUG 1   | SEP 11  | FSW 7  | TRM 4   | MIN 4   | SUZ 3   |        | 1位  | 75       |
| 2003年 | ESSO TOYOTA Team LeMans    | トヨタ・スープラ       | GT500  | TAI 1   | FSW 12  | SUG 1   | FSW 6   | FSW 4  | TRM 4   | AUT 4   | SUZ 7   |        | 2位  | 83       |
| 2004年 | ESSO TOYOTA Team LeMans    | トヨタ・スープラ       | GT500  | TAI 2   | SUG 11  | SEP 14  | TOK 2   | TRM 2  | AUT 4   | SUZ Ret |         |        | 3位  | 57       |
| 2005年 | ESSO TOYOTA Team LeMans    | トヨタ・スープラ       | GT500  | OKA 11  | FSW 5   | SEP 4   | SUG 4   | TRM 9  | FSW 3   | AUT 10  | SUZ 3   |        | 6位  | 51       |
| 2006年 | Mobil 1 TOYOTA Team LeMans | レクサス・SC430        | GT500  | SUZ 6   | OKA 11  | FSW 2   | SEP 14  | SUG 9  | SUZ Ret | TRM 4   | AUT 13  | FSW 5  | 12位 | 41       |
| 2007年 | RACING PROJECT BANDOH      | トヨタ・セリカ         | GT300  | SUZ 14  | OKA 19  | FSW Ret | SEP 9   | SUG 1  | SUZ 12  | TRM 18  | AUT 4   | FSW 16 | 10位 | 32       |
| 2008年 | ENEOS TOYOTA Team LeMans   | レクサス・SC430        | GT500  | SUZ     | OKA     | FSW     | SEP     | SUG 7  | SUZ 6   | TRM 4   | AUT 14  | FSW    | 17位 | 20       |
| 2014年 | LM corsa                   | BMW・Z4 GT3            | GT300  | OKA 22  | FSW 21  | AUT 7   | SUG 10  | FSW 5  | SUZ 1   | CHA 4   | TRM     |        | 7位  | 44       |
| 2015年 | LM corsa                   | レクサス・RC F GT3     | GT300  | OKA 10  | FSW Ret | CHA Ret | FSW 15  | SUZ 19 | SUG 22  | AUT 10  | TRM 17  |        | 33位 | 2        |
| 2016年 | LM corsa                   | レクサス・RC F GT3     | GT300  | OKA 25  | FSW 21  | SUG Ret | FSW 17  | SUZ 18 | CHA 21  | TRM 20  | TRM Ret |        | NC   | 0        |
| 2017年 | LM corsa                   | レクサス・RC F GT3     | GT300  | OKA 22  | FSW 8   | AUT 12  | SUG 5   | FSW 27 | SUZ 4   | CHA 6   | TRM 18  |        | 12位 | 24       |

### 全日本スポーツカー耐久選手権
| 年     | チーム             | 使用車両            | クラス | 1     | 2     | 3     | 4     | 順位 | ポイント |
| ------ | ------------------ | ------------------- | ------ | ----- | ----- | ----- | ----- | ---- | -------- |
| 2007年 | HITOTSUYAMA RACING | フェラーリ・550 GTS | LMGT1  | SUG 1 | FSW 1 | TRM 1 | OKA 1 | 1位  | 20       |

### アジアン・ル・マン・シリーズ
| 年     | チーム                 | 使用車両                    | クラス | 1   | 2     | 3     | 4     | 順位 | ポイント |
| ------ | ---------------------- | --------------------------- | ------ | --- | ----- | ----- | ----- | ---- | -------- |
| 2013年 | Team TAISAN 剣 ENDLESS | フェラーリ・458イタリア GT2 | LMGTE  | INJ | FSW 1 | ZHU 1 | SEP 1 | 1位  | 78       |

### ル・マン24時間レース
| 年     | チーム                                  | コ・ドライバー    | 使用車両                     | クラス | 周回 | 総合順位 | クラス順位 |
| ------ | --------------------------------------- | ----------------- | ---------------------------- | ------ | ---- | -------- | ---------- |
| 1994年 | クレマー・ホンダ・レーシング チーム国光 | 高橋国光 土屋圭市 | ホンダ・NSX GT2              | GT2    | 222  | 18位     | 9位        |
| 1995年 | チーム国光                              | 高橋国光 土屋圭市 | ホンダ・NSX GT2              | GT2    | 275  | 8位      | 1位        |
| 1996年 | チーム国光                              | 高橋国光 土屋圭市 | ホンダ・NSX GT2              | GT2    | 305  | 16位     | 3位        |
| 2000年 | テレビ朝日 チーム・ドラゴン             | 土屋圭市 近藤真彦 | パノス・LMP-1 ロードスター-S | LMP900 | 340  | 6位      | 6位        |
| 2002年 | チーム・タイサン・アドバン              | 余郷敦 西澤和之   | ポルシェ・911 GT3RS          | GT     | 316  | 21位     | 3位        |
| 2003年 | チーム・タイサン・アドバン              | 余郷敦 西澤和之   | ポルシェ・911 GT3RS          | GT     | 304  | 19位     | 4位        |

### 全日本F3000選手権/フォーミュラ・ニッポン
| 年     | チーム                       | 1       | 2       | 3       | 4       | 5       | 6      | 7       | 8       | 9       | 10      | 順位 | ポイント |
| ------ | ---------------------------- | ------- | ------- | ------- | ------- | ------- | ------ | ------- | ------- | ------- | ------- | ---- | -------- |
| 1994年 | NOVA with AFP                | SUZ     | FSW     | MIN     | SUZ     | SUG     | FSW    | SUZ     | FSW     | FSW Ret | SUZ Ret | NC   | 0        |
| 1995年 | SHIONOGI TEAM NOVA           | SUZ Ret | FSW C   | MIN Ret | SUZ     | SUG 8   | FSW 11 | TOK Ret | FSW 11  | SUZ 11  |         | NC   | 0        |
| 1997年 | SHIONOGI TEAM NOVA           | SUZ 6   | MIN 3   | FSW Ret | SUZ 7   | SUG Ret | FSW 5  | MIN 10  | TRM 11  | FSW Ret | SUZ 13  | 10位 | 7        |
| 1998年 | COSMO OIL RACING TEAM CERUMO | SUZ     | MIN     | FSW 8   | TRM Ret | SUZ Ret | SUG 9  | FSW C   | MIN Ret | FSW 5   | SUZ 12  | 14位 | 2        |
| 1999年 | COSMO OIL RACING TEAM CERUMO | SUZ 7   | TRM Ret | MIN Ret | FSW 16  | SUZ Ret | SUG 10 | FSW Ret | MIN Ret | TRM 13  | SUZ 12  | NC   | 0        |

### 国際F3000選手権
| 年     | チーム                   | 1      | 2     | 3      | 4      | 5      | 6       | 7      | 8      | 9      | 10    | 順位 | ポイント |
| ------ | ------------------------ | ------ | ----- | ------ | ------ | ------ | ------- | ------ | ------ | ------ | ----- | ---- | -------- |
| 1996年 | ノルディック・レーシング | NÜR 14 | PAU 8 | PER 11 | HOC 12 | SIL 13 | SPA Ret | MAG 14 | EST 12 | MUG 18 | HOC 9 | NC   | 0        |

## エピソード
- 歴代の所有車はレクサス・LFA、レクサス・LS600h、トヨタ・86、ポルシェ・912、トヨタ・AE86、日産・スカイラインGT-R、ホンダ・NSX、日産・GT-Rニスモ、トヨタ・スープラ、スズキ・ジムニー、メルセデス・ベンツ・Gクラス、日産・シルビアS14／S15など。本人は英国車好きを公言している。
- 初めて走ったサーキットは富士スピードウェイである。レースデビューする1か月前に30分ほど走行し、その日は「ライン取りや高速コーナーでのアクセル全開度などが分からなかった」が、2度目の走行では「元々レースをやっている人たちと同程度のタイムで走れた」と述べている[12]。
- レースデビューは1989年、実姉である飯田裕子の代理出場だった。「レースの週になって天気が悪くなり、(強引にエントリーされたような形だった)姉が出場を嫌がった」のが理由である[3]。その姉は後にモータージャーナリストとなり、月刊「XaCAR」などで自動車のコラム記事を執筆している。
- 初めて自分のオートバイを手に入れた際に買いに行ったヘルメットは、アライヘルメット製の高橋国光レプリカだった[3]。
- 大学進学時に農獣医学部を選んだのは、その時点での将来の夢が「牧場経営」だった為である。しかしレーシングキャリアが活発になったため、せめて畜産の単位だけでも取ろうと4年で卒業している[4]。
- ビデオオプションのダートオーバルレースに「茨城県水戸市出身のミスターX」として参加した。ただし秘密のはずの本名をバラされたり、一人だけ休憩中にコースコンディションを念入りにチェックしている様を発見されるなどネタにされる役回りとなった。
- 新進気鋭だったころ、チーム国光より高橋国光や土屋圭市と組んでN1耐久やル・マン24時間レースに参戦した事から、ビデオオプションから「へなちょこ」「チョコさん」と呼ばれていた。そのあだ名に基づいて、「Chokets」ブランドを自ら立ち上げエアロパーツをプロデュースをしている。
- Optionの企画では、かつて織戸学と「水戸納豆レーシング」というハチロクのワンメイクチームを結成した。飯田はレビンのTRDフルチューン仕様を所有していた。なお2025年時点でもこの個体は動態で所持している。
- MスピードチューンのスカイラインGT-R（BNR34）にて、筑波サーキットで55秒台のラップタイムを記録したことがある。